# Aeródromo El Álamo
El Aeródromo El Álamo (OACI: SCVK) es un terminal aéreo ubicado junto al Vichuquén, Provincia de Curicó, Región del Maule, Chile. Es de propiedad privada.